# Кипарис (митология)
Вижте пояснителната страница за други значения на Кипарис.
Кипарис в древногръцката митология е син на Телеф – царя на остров Хиос. Бил любим на бог Аполон, заради изключителната си красота.
В покрайнините на Кеос живеел елен, посветен на нимфите. Този елен бил много хубав. Клоненстите му рога били позлатени, бисерно огърлие красяло шията му, а от ушите му се спускали скъпоценни украшения. Всички жители обичали елена, той обикалял в града необезспокояван, а всички му се радвали, но най-много му се радвал Телефовият син Кипарис. Веднъж когато Кипарис бил на лов, без да иска, убил любимия си елен, който се бил скрил в храстите. Когато разбрал какво е направил, Кипарис помолил Аполон да му разреши да тъжи вечно. Аполон се съгласил и го превърнал в дърво кипарис. Къдриците му станали тъмнозелени листа, тялото му се покрило с кора. Оттогава гърците окачвали клонче кипарис на вратите на къщата, където има умрял; със зеленина от кипарис украсявали погребалните клади, на които изгаряли телата на умрелите, и при гробовете насаждали кипариси.